# 福楼拜与医学史博物馆
福楼拜与医学史博物馆（Musée Flaubert et d'histoire de la médecine）是法国鲁昂的一个博物馆。

## 历史
是法国作家古斯塔夫·福楼拜的出生地，原鲁昂主宫医院。同时作为法国博物馆和名人故居（Maisons des Illustres）挂牌。主宫医院于1932年3月11日列为法国历史遗迹。
在博物馆底楼，参观者可以看到一个安格利克·杜库德雷设计的人体模型，用于演示18世纪的分娩过程。还有一张供六人使用的床，200种医用陶瓷、军事外科野战包、1775年的锻铁门，以及让-巴蒂斯特·劳莫尼尔的头颅。1789年，他在鲁昂被绞死。
一楼是外科医生的房间，1821年12月12日，福楼拜就出生在这里。旁边是一间旧病房。
在花园里，有亨利-米歇尔-安托万·查普创作的古斯塔夫·福楼拜浮雕（1890年），最初安放在鲁昂美术馆的外立面，1982年迁到这里。

## 藏品

### 绘画
- 希波莱特·贝朗（Hippolyte Bellangé，1800-1866) : 阿奇尔·克利奥帕斯·福楼拜肖像